# Kavčnikova domačija
Kavčnikova domačija je dragocen spomenik slovenske kmečke stanovanjske kulture. Stoji v vasi Zavodnje nad Šoštanjem. 
Kavčnikova domačija je najjužnejši primerek dimnice v evropskem alpskem prostoru. Dimnice so bile na Slovenskem razširjene od 11. pa do 18. stoletja. Ker so bili v dimnicah pogosti požari, so jih (tudi pod vplivom oblasti) nadomeščale stavbe s črno kuhinjo. 
Stavba se je začela razvijati v 17. stoletju. Najprej je bila postavljena dimnica, kot edini prostor. Kasneje so jo dopolnjevali ostali deli stavbe. Klet in hlev v kletni etaži ter dimnica so zidani, ostala stavba je lesena. Krita je s skodlami.
Domačija je bila naseljena do leta 1981. Zadnja prebivalka se je ukvarjala z zeliščarstvom in pri hiši je še vedno zeliščni vrt. Še danes je ohranjena tudi vsa originalna oprema, ki z razporeditvijo ustvarja vtis, da je domačija še vedno obljudena.